# Alpen Cup w skokach narciarskich 1996/1997
Alpen Cup w skokach narciarskich 1996/1997 – 7. edycja Alpen Cupu, która rozpoczęła się 21 grudnia 1996 roku w Planicy, a zakończyła 21 lutego 1997 w Predazzo. Rozegrano 5 konkursów.

## Kalendarz i wyniki
| Lp.                                        | Data                                       | Miejscowość                                | Punkt K                                    | 1. miejsce       | 2. miejsce       | 3. miejsce       |
| ------------------------------------------ | ------------------------------------------ | ------------------------------------------ | ------------------------------------------ | ---------------- | ---------------- | ---------------- |
| 1.                                         | 21 grudnia 1996                            | Planica                                    | K-90                                       | Wolfgang Loitzl  | Markus Eigentler | Blaž Vrhovnik    |
| 2.                                         | 4 stycznia 1997                            | Breitenwang                                | K-90                                       | Markus Eigentler | Choi Heung-chul  | Falko Krismayr   |
| 3.                                         | 11 stycznia 1997                           | Sankt Moritz                               | K-90                                       | Thomas Hörl      | Dennis Störl     | Miha Rihtar      |
| 4.                                         | 1 lutego 1997                              | Les Rousses                                | K-70                                       | Falko Krismayr   | Fabian Ebenhoch  | Wolfgang Loitzl  |
| 5.                                         | 21 lutego 1997                             | Predazzo                                   | K-90                                       | Wolfgang Loitzl  | Markus Eigentler | Primož Delavec   |
| Alpen Cup 1996/1997 – klasyfikacja końcowa | Alpen Cup 1996/1997 – klasyfikacja końcowa | Alpen Cup 1996/1997 – klasyfikacja końcowa | Alpen Cup 1996/1997 – klasyfikacja końcowa | Wolfgang Loitzl  | Falko Krismayr   | Markus Eigentler |

## Klasyfikacja generalna
| Źródło  | Źródło           | Źródło | Źródło |
| Miejsce | Zawodnik         | Punkty |        |
| ------- | ---------------- | ------ | ------ |
| 1.      | Wolfgang Loitzl  | 310    |        |
| 2.      | Falko Krismayr   | 275    |        |
| 3.      | Markus Eigentler | 260    |        |
| 4.      | Thomas Hörl      | 255    |        |
| 5.      | Dennis Störl     | 221    |        |
| 6.      | Fabian Ebenhoch  | 215    |        |
| 7.      | Miha Rihtar      | 161    |        |
| 8.      | Roland Wakolm    | 141    |        |
| 9.      | Marc Vogel       | 139    |        |
| 10.     | Robert Janezic   | 111    |        |
| ...     |                  |        |        |